# Prospalta carneotincta
Prospalta carneotincta är en fjärilsart som beskrevs av Sir George Hamilton Kenrick 1917. Prospalta carneotincta ingår i släktet Prospalta och familjen nattflyn. Inga underarter finns listade i Catalogue of Life.